# Rummo S.p.A.

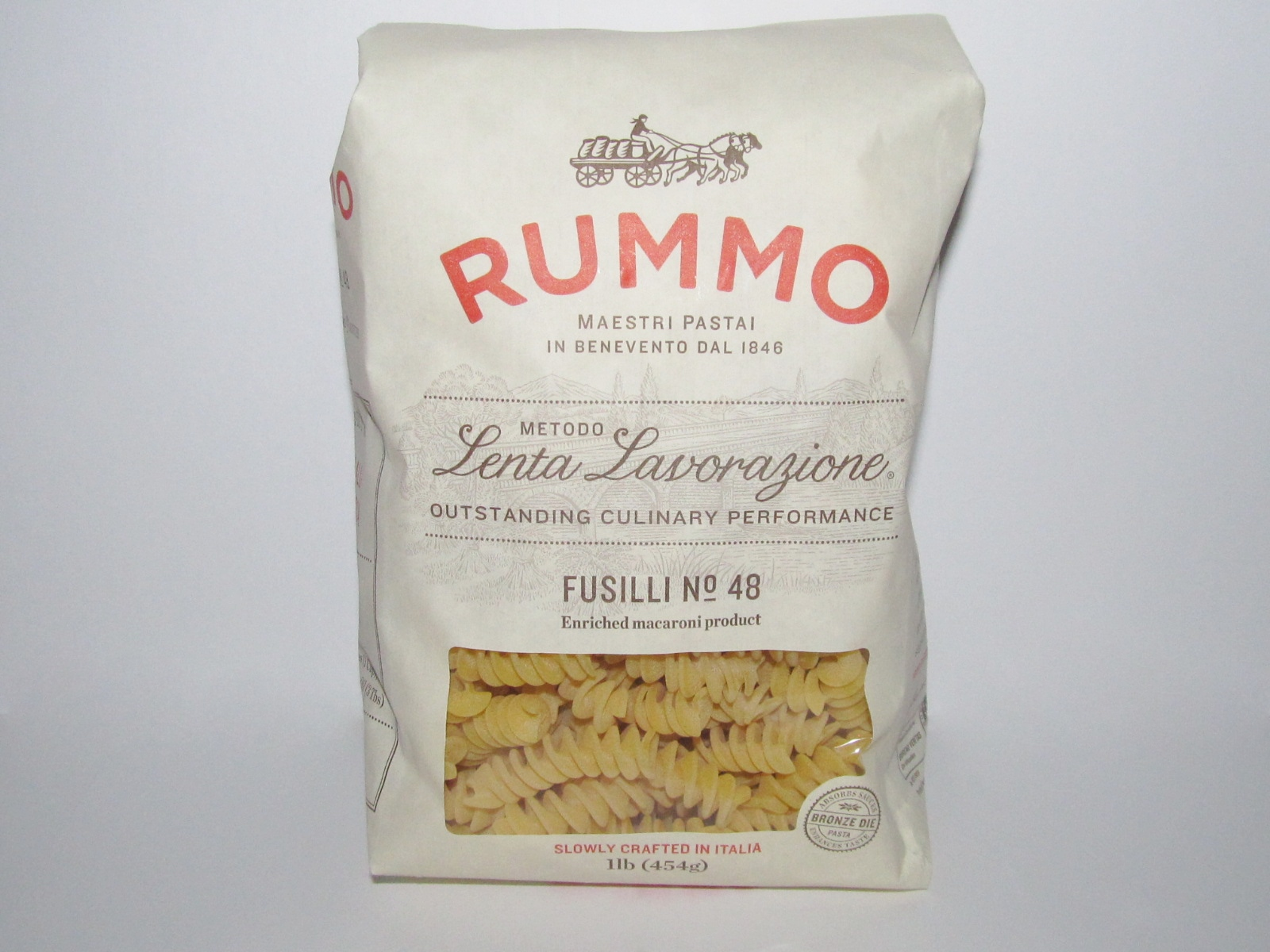
Packung Fusilli

Rummo S.p.A. ist ein italienischer Teigwarenhersteller der 1846 in Benevento gegründet wurde. Das Familienunternehmen besitzt eine Produktionskapazität von rund 61.000 Tonnen und erwirtschaftet rund 35 % ihres Umsatzes im Ausland.

## Geschichte
1846 baute Antonio Rummo in Benevento eine Mühle, um Pasta herzustellen. Im Jahr 1935 zog das Unternehmen nach Via dei Mulini und wurde in eine Aktiengesellschaft umgewandelt. 1991 folgte mit dem Neubau der Produktionsanlagen die Fokussierung auf die Herstellung von Teigwaren und der Aufgabe der eigenen Mühlerei.
Seit Frühling 2015 werden glutenfreie Teigwaren angeboten. Im Oktober desselben Jahres erlitt das Unternehmen aufgrund eines Unwetters massive Schäden, welche beinahe zum Konkurs führten. Nach dem Wiederaufbau folgte 2016 die Einführung von Nudeln auf Basis von Linsen. Zum 175-Jahrjubiläum erschien im Juni 2021 eine Sonderbriefmarke, welche das Logo des Unternehmens zeigt.